# Pirateria în Caraibe

Steagul de luptă al piratului Calico Jack

Pirateria în Marea Caraibilor își începe istoria în secolul al XVI-lea și dispare prin anii 1830, după ce forțele navale ale națiunilor din Europa de Vest și America de Nord cu coloniile lor din Caraibe au început lupta împotriva piraților. „Epoca de aur” a piraților a fost cuprinsă între anii 1660 și 1730, din cauza existenței porturilor maritime stăpânite de aceștia, cum ar fi Port Royal în Jamaica, Tortuga în Haiti și Nassau în Bahamas.
Pirateria în Caraibe a avut un impact negativ asupra situației socio-economice și politice din Indiile de Vest timp de mai multe secole. Pe de-o parte aceasta, a contribuit la ruinarea navigației, agriculturii, meșteșugurilor și comerțului, iar, pe de altă parte, a adus beneficii considerabile pentru cei care au participat la campaniile de pradă.